# Campylopus bartramiaceus
Campylopus bartramiaceus là một loài Rêu trong họ Dicranaceae. Loài này được (Müll. Hal.) Dixon & A. Gepp mô tả khoa học đầu tiên năm 1923.